# گرینیارد (دهانه)
گرینیارد یک دهانه برخوردی در ماه‌ است.